# Zamaj-Jurt
Zamaj-Jurt (ros. Замай-Юрт) – wieś w Rosji, w Czeczenii, w rejonie nożaj-jurtowskim. W 2010 liczyła 1593 mieszkańców.